# Parlamentswahl in Italien 1880

Sitzverteilung

Die Parlamentswahl in Italien 1880 fand am 16. Mai und am 23. Mai 1880 statt.
Die Legislaturperiode des gewählten Parlaments dauerte vom 26. März 1880 bis zum 2. Oktober 1882.

## Ergebnisse
Das Wahlrecht war an Besitz und Bildung gebunden. Bei einer Analphabetenquote von etwa 75 % zum Zeitpunkt der Einigung Italiens 1871 war somit der größte Teil der Bevölkerung von der Wahl ausgeschlossen. Letztlich nahm damit nur eine sehr kleine Minderheit von 2,2 % an der Wahl teil. Die Wahlbeteiligung lag bei 59,4 % bei 621.896 registrierten Wählern.
| Partei    | Partei             | Anzahl der Stimmen | Prozent | Mandate | Veränderung |
| --------- | ------------------ | ------------------ | ------- | ------- | ----------- |
|           | Historische Linke  | 146.096            | 40,7 %  | 218     | −196        |
|           | Historische Rechte | 135.797            | 37,9 %  | 171     | 0+77        |
|           | La Pentarchia      | 070.479            | 19,7 %  | 119     | (neu)       |
|           | Sonstige           | 06.147             | 01,7 %  | 0       | 0±0         |
| Insgesamt | Insgesamt          | 369.624            | 100     | 508     | –           |

Ergebnis nach Wahlkreisen

Bei dieser Wahl verlor die Historische Linke auf Grund der Abspaltung der Pentarchia wieder ihre absolute Mehrheit, jedoch stellte sie weiterhin den Präsidenten des Ministerrates.